# Светослав Ніколов Іванов
Светослав Ніколов Іванов (болг. Светослав Николов Иванов) — болгарський дипломат. Генеральний консул Республіки Болгарія в Одесі, Україна (з 2020)

## Життєпис
У 1988 році закінчив Вищий інститут МВС Болгарії, Софія (1983—1984) і Академія ВИПТШ МВС СРСР (1984—1988), інженер з пожежної охорони та техніки безпеки. У 1996 році УНН — Інститут післядипломної кваліфікації Фінансовий облік та юридична діяльність. У 2010 році закінчив Національну академію спорту — аспірантуру спортивного менеджменту, спортивної психології, TMSP, біомеханіки. Тренер з настільного тенісу.
У травні 2018 року пройшов Курс консульської дипломатії для консульських посадових осіб у Дипломатичному інституті МЗС Болгарії
У 1988—2009 рр. — Інспектор спеціалізованого відділу при УПО-СГУ, головний інспектор сектору «Державний пожежний нагляд», капітан-інспектор сектору «Пожежно-будівельні технічні норми». Інспектор, головний інспектор і керівник групи сектору «Матеріально-технічне забезпечення».
У 2009—2020 рр. — головний інспектор Управління інформаційної безпеки Міністерства закордонних справ Болгарії.
З березні по вересень 2020 рр. — в.о. начальника «Антикризового управління» Дипломатичний офіцер 1 ступеня Міністерства закордонних справ Болгарії.
З 2020 року — Генеральний консул Республіки Болгарія в Одесі.